# 高雄市立苓雅國民中學五名見義勇為同學紀念碑
22°36′43″N 120°15′54″E / 22.612016°N 120.264951°E
高雄市立苓雅國民中學五名見義勇為同學紀念碑，位於臺灣高雄市旗津區旗津海岸公園，係紀念1993年為拯救溺水同學而殉身的苓雅國中學生胡俊民、廬俊佑、郭高彰、呂權峰、麥晏彰。

## 由來

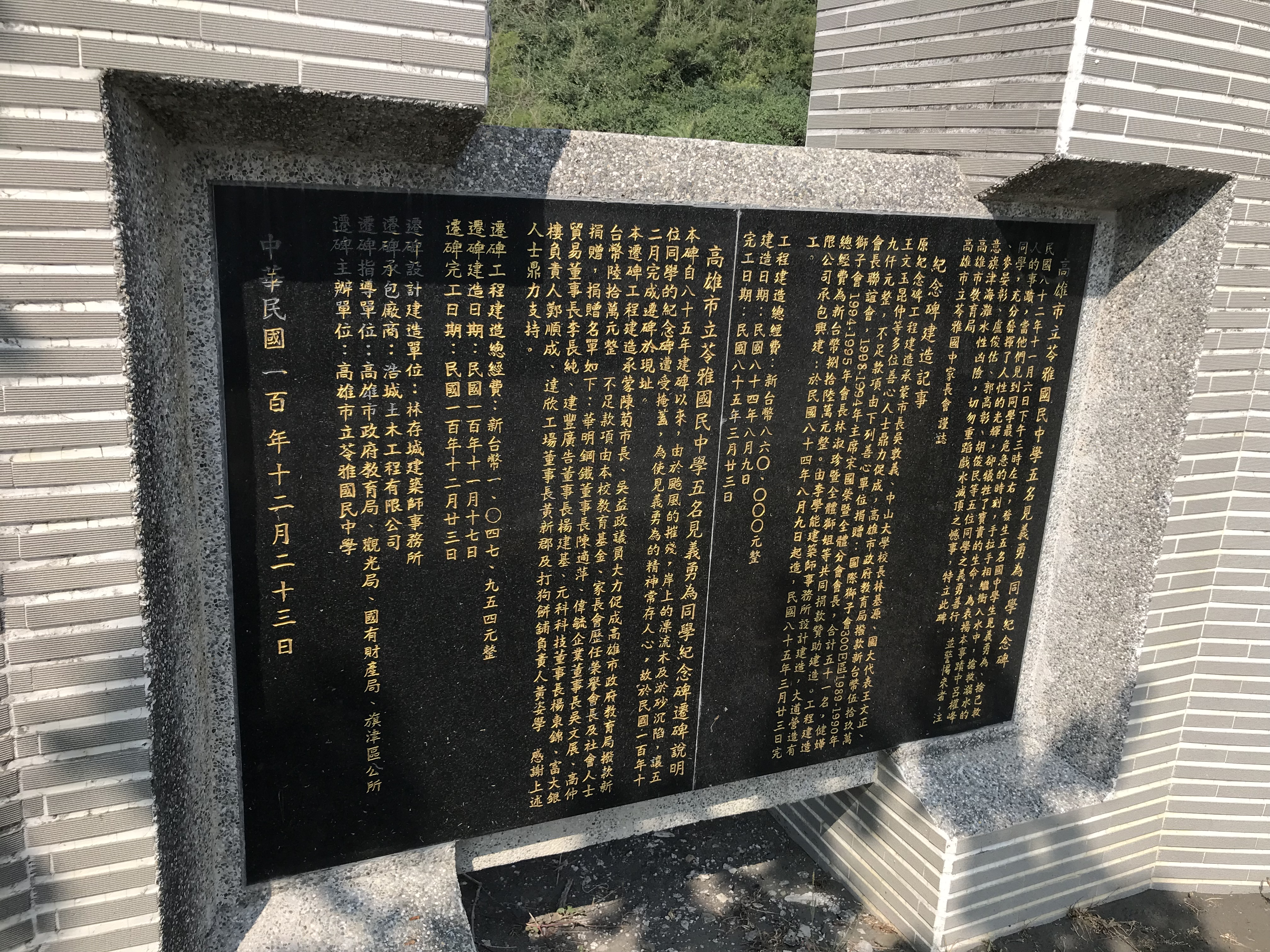
碑文

1993年11月6日下午3時許，高雄市苓雅國中三年三班十名學生在旗津區復興巷對面的旗津海邊戲水時發生意外。當時胡俊民見同學鄭仁昌下水後不久就被浪沖離岸邊，就將鄭仁昌拉回讓他回岸上，但胡俊民自己卻陷入暗流。該處離旗津海水浴場雖只有約一公里，但卻是暗潮洶湧。在旁的廬俊佑、郭高彰、呂權峰、麥晏彰、羅晃亨見狀，立即下水槍救，卻一下就被被浪捲走，僅羅晃亨游回岸邊。鼓山分局旗津分駐所獲報，找來六名當地漁民搶救，但這些學生都已溺水死亡。
事後，身為苓雅國中家長會長的張清雲，奔走募得新台幣200萬元，個人並捐獻30萬元。為紀念這些見義勇為的少年們，眾人募資新台幣86萬建立紀念碑。1995年7月17日上午，苓雅國中師生與遺族舉行建碑典禮。建碑地點並非事發處，而是出入者最眾的海濱停車場，藉地點醒目以收警示效果。

## 設計
依碑文記載：建造不足費用，由國際獅子會的宋國榮、林淑貞等人捐款。碑體為李學文建築事務所設計。1995年8月9日起造，由大道營造承包，至次年3月23日完工。

## 建後
碑文除說明這段事蹟，也提醒民眾千萬不要前往該海灘。1996年6月27日舉行落成典禮時，胡俊民兄長胡健民擔憂事發後若無措施，紀念碑只會淪落成戲水少年放衣衫的地點。張清雲在此事後，就成立旗津海濱禁制區巡邏救生輔導大隊，假日時就到旗津巡邏，勸導遊客不要到禁區內游泳，並提供安全救生設施。身為遺族之一母親的黃姿學，則在莫拉克風災領養五名災區兒童，與他們家同住，並栽培他們讀大學。
約2002年起，自高雄港第二港口兩條長堤建成後，旗津海岸缺少沙源。2010年代初，因海岸侵蝕嚴重，高雄市政府文化局將紀念碑遷移。